# Weihnachtsbaum und Hochzeit
Weihnachtsbaum und Hochzeit (russisch: Ёлка и свадьба, Jolka i swadba) ist eine Novelle des russischen Autors Fjodor Dostojewski, die 1848 veröffentlicht wurde. Das Stück wird von einem Gast auf einem Silvesterball erzählt. Er beobachtet den Ehrengast der Feier, der sich besonders für eines der Kinder interessiert.

## Zusammenfassung
Die Geschichte beginnt fünf Jahre zuvor auf einem Silvesterfest, das von einem wohlhabenden Geschäftsmann als Kinderball organisiert wird, mit dem Hintergedanken, den Erwachsenen die Möglichkeit zu geben, über Geschäfte zu sprechen. Ehrengast der Feier ist Julian Mastakovich, den die anderen Gäste mit Ehrfurcht betrachten. Der Erzähler, ein weiterer Gast auf der Feier, ist ein selbsternannter „Außenseiter“, der nichts mit den anderen zu diskutieren hat. Diese Distanz erlaubte es ihm, die anderen Gäste zu beobachten, einschließlich der Kinder, die sich um einen Weihnachtsbaum herum tummeln.
Jedes der Kinder erhält Geschenke, die der gesellschaftlichen Stellung der Eltern entsprechen: Die 11-jährige Tochter eines „ungeheuer reichen Geschäftsmannes“ erhält eine schöne Puppe, der Sohn einer verwitweten Gouvernante ein schäbiges Buch von wenig Interesse für das Kind. Danach versucht der Sohn der Gouvernante, mit den anderen Jungen zu spielen, wird jedoch gemobbt und schließlich von seiner Mutter aufgefordert, sich nicht mehr in das Spiel der anderen Kinder einzumischen. Der Sohn der Gouvernante zieht sich in ein anderes Zimmer zurück und ist damit beschäftigt, mit dem reichen Mädchen und ihrer neuen Puppe zu spielen.
Ein Gesprächsthema auf der Party ist, dass der Vater des reichen Mädchens bereits eine Mitgift von 300.000 Rubel für sie reserviert habe. Der Erzähler beobachtet ungesehen, wie Julian Mastakovich das erwartete Wachstum der Mitgift des Mädchens berechnet, bevor sie das 16. Lebensjahr erreichen würde, und feststellt, dass die Mitgift dann etwa 500.000 Rubel hoch sein würde. Mastakovich näherte sich dann dem Mädchen und küsst sie auf den Kopf, wodurch sie zurückschreckt. Als er das Mädchen weiter belästigt, wendet sie sich hilfesuchend an den Sohn der Gouvernante, aber Mastakovich vertreibt ihn. Mastakovich selbst verlässt den Raum, nachdem er jemanden kommen hört. Dann richtet Mastakovich seine Aufmerksamkeit auf den Sohn der Gouvernante und jagt ihn brutal unter einen Tisch. Kurz darauf sieht man Mastakovich und die Eltern des jungen Mädchens, zur Freude der anderen Gäste, innig miteinander sprechen.
Die letzte Szene spielt in der Gegenwart. Als der Erzähler an einer Kirche vorbeigeht, sieht er eine Hochzeitsfeier. Obwohl er den Bräutigam zunächst nicht erkennt, merkt er eventuell doch, dass es Mastakovich ist. Das Mädchen, jetzt 16, soll die Braut sein. Der Erzähler bemerkt ihre Schönheit, ihre Unschuld und ihre Unzufriedenheit mit der Ehe. Er hört dann die Menge diskutieren, dass die Mitgift des Mädchens 500.000 Rubel betragen habe, wie Mastakovich zuvor berechnet hatte. Der Erzähler kommt zu dem Schluss, dass die Heirat für Mastakovich doch ein gutes Geschäft gewesen sei.

## Verfilmung
Weihnachtsbaum und Hochzeit wurde in einen gleichnamigen Film unter der Regie von Will Wallace adaptiert und im Jahr 2000 veröffentlicht.